# 蘇赫拉布·艾哈邁多夫
蘇赫拉布·蘇丹諾維奇·艾哈邁多夫（羅馬化：Sukhrab Sultanovich Akhmedov；1974年12月23日—），俄羅斯陸軍中將，第20近衛合成集團軍司令。

## 生平
艾哈邁多夫於1974年出生於車臣-印古什蘇維埃社會主義自治共和國的格羅茲尼，但他家族是來自於達吉斯坦共和國的帕利斯馬。他的父親蘇丹·艾哈邁多夫是蘇軍上校，而他的母親阿尼薩特·加桑-古賽諾芙娜是英語教師。他於1996年畢業於新西伯利亞高等軍事指揮學校，並在新西伯利亞開始服兵役。其於2005年畢業於莫斯科伏龍芝軍事學院。艾哈邁多夫與瑪格麗塔·弗拉基米羅夫娜結婚，育有三個孩子，為二女一子。

## 事蹟
艾哈邁多夫在2009年擔任第155海軍步兵旅指揮官之前，他曾擔任第36獨立近衛摩托化步槍旅旅長，亦曾任太平洋艦隊海岸部隊副司令。
2022年俄羅斯入侵烏克蘭期間，他擔任烏克蘭南部沿海部隊指揮官。該旅參加了武赫萊達爾戰役，俄軍在該戰役中傷亡慘重。戰役結束後，倖存的海軍步兵抱怨稱，艾哈邁多夫領導不力是造成巨大損失的原因。2022年12月的公開信息顯示，艾哈邁多夫可能因此被免職。但最終，上級指揮部從2022年11月開始就對指揮問題的指控不以為然，到了2022年12月，《新報》報導稱，他們掌握了艾哈邁多夫將得到晉升的消息。而到了2023年2月，第155海軍步兵旅事實上已被烏軍殲滅。
2023年6月，艾哈邁多夫晉升為少將，並負責第20集團軍。俄羅斯消息來源報導稱，2023年6月，第20師的一個師在克雷明納附近集結兩個小時，只為等待艾哈邁多夫到來發表勵志演講之際，遭到烏克蘭炮火的襲擊，造成約200人傷亡（100人陣亡、100人受傷）。他因此受到俄羅斯軍事博客的批評，其中包括呼籲犯上此類慘烈失敗的指揮官應在其下屬面前槍決。
RBC報導指，2022年12月，艾哈邁多夫被俄羅斯總統弗拉基米爾·普京晉升為中將。但他在2024年5月的俄羅斯聯邦國防部清洗中被解職。